# Jennifer Esposito
Jennifer Esposito, född 11 april 1973 i New York, är en amerikansk skådespelerska, dansare och modell. Hon har bland annat medverkat i filmerna Crash och Jag vet fortfarande vad du gjorde förra sommaren samt i tv-serierna Spin City och Blue Bloods.
Esposito växte upp på Staten Island i New York.

## Filmografi i urval
- 1996 – I lagens namn (TV-serie) (1 avsnitt)
- 1997–1999 – Spin City (TV-serie) (47 avsnitt)
- 1998 – Jag vet fortfarande vad du gjorde förra sommaren
- 1998 – No Looking Back
- 1998 – Spanarna (TV-serie) (3 avsnitt)
- 1999 – Summer of Sam
- 1999 – The Bachelor
- 2000 – Dracula 2000
- 2000 – Law & Order: Special Victims Unit (TV-serie) (1 avsnitt)
- 2001 – Don't Say a Word
- 2004 – Crash
- 2004–2005 – Vem dömer Amy? (TV-serie) (8 avsnitt)
- 2005–2006 – Related (TV-serie) (19 avsnitt)
- 2006 – I lagens namn (TV-serie) (1 avsnitt)
- 2007 – Rescue Me (TV-serie) (5 avsnitt)
- 2007–2008 – Samantha Who? (TV-serie) (35 avsnitt)
- 2008 – Conspiracy
- 2010–2024 – Blue Bloods (TV-serie) (48 avsnitt)
- 2011–2012 – The Looney Tunes Show (TV-serie) (röstroll, 5 avsnitt)
- 2014 – Taxi Brooklyn (TV-serie) (12 avsnitt)
- 2015 – Mistresses (TV-serie) (13 avsnitt)
- 2016–2017 – NCIS (TV-serie) (24 avsnitt)
- 2018 – Blindspot (TV-serie) (2 avsnitt)
- 2019–2021 – Law & Order: Special Victims Unit (TV-serie) (4 avsnitt)
- 2019–2020 – The Boys (TV-serie) (6 avsnitt)
- 2020–2024 – Awkwafina Is Nora from Queens (TV-serie) (14 avsnitt)